# Алмашу Мик (Хунедоара)
Алмашу Мик (рум. Almașu Mic) насеље је у Румунији у округу Хунедоара у општини Пестишу Мик. Oпштина се налази на надморској висини од 243 m.

## Становништво
Према подацима из 2002. године у насељу је живело 85 становника, од којих су сви румунске националности.